# Dibakar Banerjee
Dibakar Banerjee (Nuova Delhi, 21 giugno 1969) è un regista e sceneggiatore indiano noto per il suo lavoro nei film hindi.

## Biografia
Banerjee, ha iniziato la sua carriera nella pubblicità, gestendo anche la sua società di produzione cinematografica: Dibakar Banerjee Productions.Come regista, è conosciuto per aver diretto nel 2006 Khosla Ka Ghosla! e nel 2008 Oye Lucky! Lucky Oye!, vincendo entrambi il National Film Awards.

## Filmografia

### Regista
- Khosla Ka Ghosla! (2006)
- Lust Stories, co-regia di Zoya Akhtar, Karan Johar e Anurag Kashyap (2018)

### Regista e sceneggiatore
- Oye Lucky! Lucky Oye! (2008)
- LSD: Love, Sex Aur Dhokha (2010)
- Shanghai (2012)
- Bombay Talkies, co-regia di Zoya Akhtar, Karan Johar e Anurag Kashyap (2013)
- Detective Byomkesh Bakshy! (2015)